# Œuf de Lebach

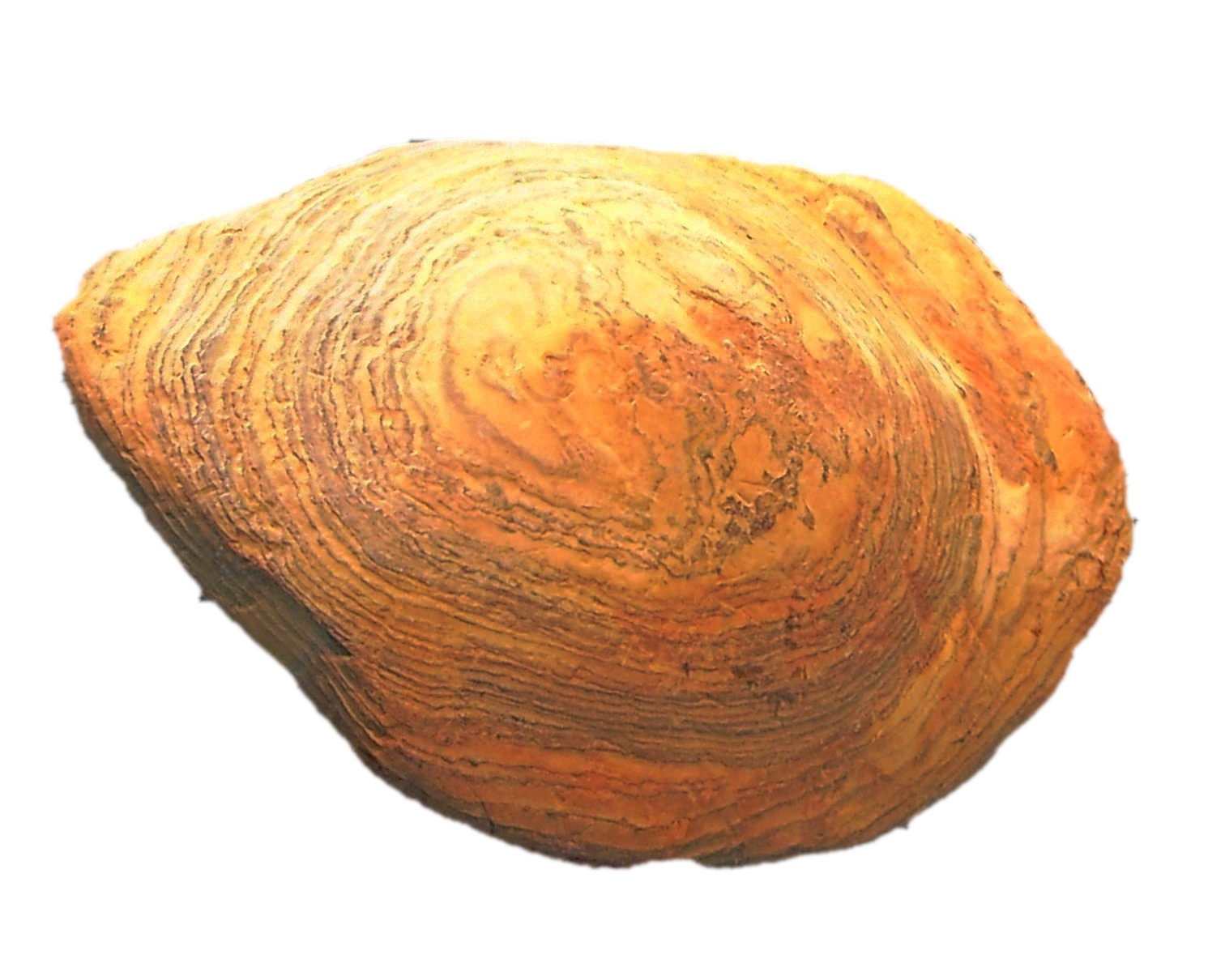
Un œuf de Lebach vu du côté plat (bien que les géodes soient ovales, elles ne sont généralement pas vraiment ovoïdes, mais plutôt plates comme une miche de pain). Les anneaux concentriques visibles sur la pièce sont les lignes d'intersection entre les surfaces des couches originales du sédiment dans lequel la géode s'est développée et la surface de la géode.

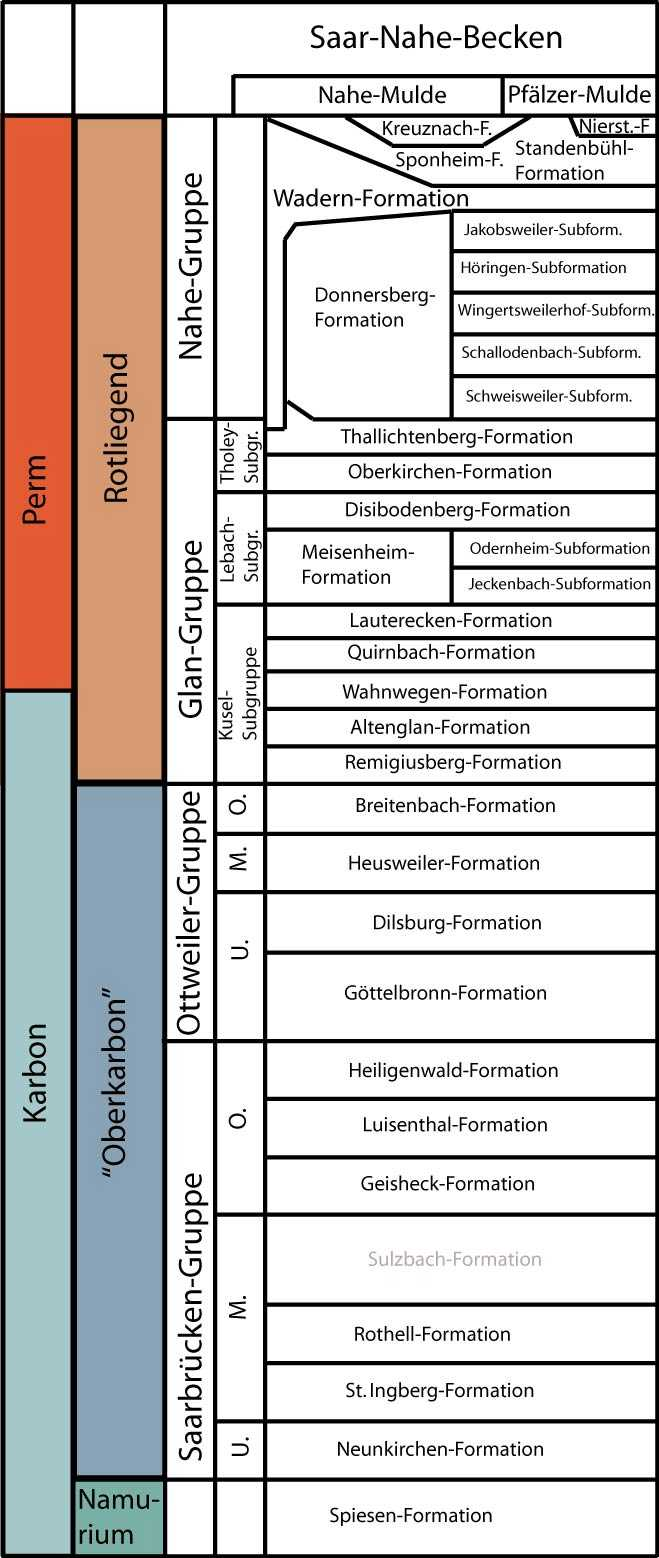
Division lithostratigraphique du Permo-Carbonifère du bassin de la Sarre-Nahe, abréviations : O. = Supérieur, M. = Moyen, U. = Inférieur, Subgr. = Sous-groupe, Nierst.-F. = Formation de Nierstein.

Les œufs de Lebach sont des géodes en grès ferreux (sphérosidérite) de forme ovoïde, exploitées comme minerai de fer dans le Rotliegend du Palatinat sarrois, notamment dans la région de Lebach en Sarre, du XVIe siècle au XIXe siècle.

## Étymologie
La forme ovoïde des géodes et Lebach, leur origine géographique, leur ont donné leur dénomination.

## Diagenèse
Les œufs de Lebach sont des formations diagénétiques. Ils se sont formés au Cisuralien, il y a environ 290 millions d'années, dans des sédiments sombres à grain fin qui ont évolué en schiste bitumineux sombre à plaque mince, attribuées à la formation de Odernheim du groupe Glan du Rotliegend du bassin Sarre-Nahe.
À cette époque, ces sédiments étaient une boue au fond d'un lac, le Rümmelbach-Humberg-See. On peut émettre seulement des hypothèse sur les processus responsables de la formation des géodes. Le fer provenait probablement des sédiments lacustres eux-mêmes. À l'origine, il était réparti selon une dispersion fine dans la boue, peut-être sous forme d'hydrogénocarbonate ferrique (Fe(HCO3)2) qui aurait pu être rendu soluble dans l'eau par réduction d'ions ferriques Fe3+ (de l'hématite, Fe2O3, par exemple) en ions ferreux Fe2+. Cette réduction pourrait avoir été favorisée par l'activité métabolique des bactéries. En raison du compactage des couches sédimentaires plus profondes et plus anciennes, l'eau contenant de l'hydrogénocarbonate de fer a été expulsée de celles-ci et est remontée lentement mais sûrement dans les couches sédimentaires plus hautes et plus jeunes. La cause de la re-précipitation du fer sous forme de carbonate de fer (sidérite, FeCO3) dans les couches plus jeunes peut s'expliquer par la réduction de la pression ambiante que les solutions ascendantes ont subie, car une diminution de la pression entraîne l'échappement du dioxyde de carbone (CO2) de la solution et donc la précipitation du carbonate (Fe(HCO3)2 → FeCO3 + CO2 + H2O). Dans ce processus, certaines particules sédimentaires ont pu jouer le rôle de noyau glacigène, de sorte que le carbonate de fer n'a précipité qu'en des points très précis du sédiment. Une fois que les précipitations ont commencé, elles se sont poursuivies sans interruption, et c'est ainsi que se sont formés, au fil du temps, des sols argilo-ferreux relativement importants, connus aujourd'hui sous le nom d'œufs de Lebach.

## Minerai de fer
Jusqu'au XIXe siècle, les œufs de Lebach étaient exploités comme minerai dans de grandes mines à ciel ouvert (Schotten) et en partie aussi dans des mines souterraines. Ils étaient utilisés pour la métallurgie, par exemple dans l'usine sidérurgique de Dillinger. La principale zone d'extraction se situait entre Rümmelbach et Gresaubach. De nombreuses informations de base sur l'exploitation historique des œufs de Lebach dans le périmètre de la concession des mines de minerai de Lebach ont été présentées sous forme de livre. D'autres zones d'extraction se trouvaient près de Nonnweiler, Oberlöstern, Schmelz, Steinbach et Sotzweiler. La fonte des œufs de Lebach provenant du gisement de Lebach était effectuée dans la Bettinger Schmelze (Schmelz), la Nunkircher Schmelz (Wadern), la Neunkircher Eisenwerk (Neunkirchen), la Alte Schmelz (Saint-Ingbert) et dans l'usine sidérurgique de Sarrebruck-Using (Quierschied).
Des fouilles ont également confirmé que les Trévires s'étaient déjà installés dans la région d'Otzenhausen à partir du Ve siècle av. J.-C., précisément en raison de ces nodules ferrugineux. Le mur d'enceinte qu'ils ont construit a encore aujourd'hui une longueur de mur de 2,5 km et un volume de 230 000 m3, composé de quartzite du Taunus. Les remparts du refuge étaient constitués de murs en pierres sèches maintenus par une structure d'encadrement en bois. Les cadres en bois étaient assemblés par des clous. Il s'agissait de la première utilisation attestée du métal dans la construction de fortifications préhistoriques.

## Fossiles
Les collectionneurs de fossiles et les paléontologues apprécient les œufs de Lebach pour leur contenu fossile. Si un lien entre la formation d'une géode et la présence d'un cadavre en décomposition dans le sédiment est généralement considéré comme plausible, l'activité métabolique des bactéries en décomposition pouvant créer un environnement chimique favorable à la précipitation de minéraux comme la sidérite, un tel lien n'est pas démontré dans le cas des œufs de Lebach. En effet, la plupart des œufs de Lebach ne contiennent aucun fossile. Les fossiles contenus dans les œufs de Lebach proviennent probablement de cadavres qui ont simplement été incrustés accidentellement par la sidérite. Mais à l'intérieur des concrétions, ils étaient alors mieux protégés contre d'autres influences diagénétiques et météoriques, et donc contre une destruction, que les fossiles dans la roche sédimentaire non minéralisée. Une exposition au musée de la préhistoire Geoskop, au château de Lichtenberg près de Kusel, offre un aperçu des fossiles conservés à l'intérieur des œufs de Lebach. Une autre exposition de ce type de découvertes est visible à la mairie de la ville de Lebach.

## Géotourisme
Depuis 2015, les randonneurs intéressés par la géologie et la paléontologie peuvent explorer le Rümmelbach Shark Trail. Le sentier en boucle de 3,5 km traverse un terrain dont le substratum proche est composé de roches sédimentaires de type schiste de la formation d'Odernheim et contient des œufs de Lebach. Le nom du sentier fait référence au fait que des requins d'eau douce (Lebachacanthus senckenbergianus) vivaient dans les lacs à l'époque du Rotliegend. De nombreux panneaux d'information placés le long du sentier fournissent des informations sur les roches, les fossiles et l'exploitation historique du minerai de fer dans la région,.
Le sentier Rümmelbach-Humberg existe depuis 2010. Long de 9,5 km, il est davantage consacré à l'exploitation minière et passe devant plusieurs anciennes mines de fer.